# Шипицино (Котласький район)
Шипицино (рос. Шипицыно) — робітниче селище в Котлаському районі Архангельської області Російської Федерації.
Населення становить 3380 осіб. Входить до складу муніципального утворення Котласький муніципальний округ.

## Історія
До 2022 року входило до складу муніципального утворення Шипицинське поселення.

## Населення
| 1959  | 1970  | 1979  | 1989  | 2002  | 2009  | 2010  |
| ----- | ----- | ----- | ----- | ----- | ----- | ----- |
| 5653  | ↘5267 | ↘4820 | ↘4795 | ↘3930 | ↘3578 | ↘3452 |
| 2011  | 2012  | 2013  | 2014  | 2015  | 2016  | 2017  |
| ↘3425 | ↘3422 | ↗3423 | ↗3432 | ↘3412 | ↗3441 | ↗3460 |